# Намвьет
Намвьет (вьет. Nam Việt, в китайской традиции 南越国 Наньюэ, «Южное Юэ») — древнее царство (207—111 до н. э.) на территории современного северного Вьетнама и китайских провинций Гуандун и Гуанси. Основным источником по его истории является хроника «Ши цзи» Сыма Цяня.

## История

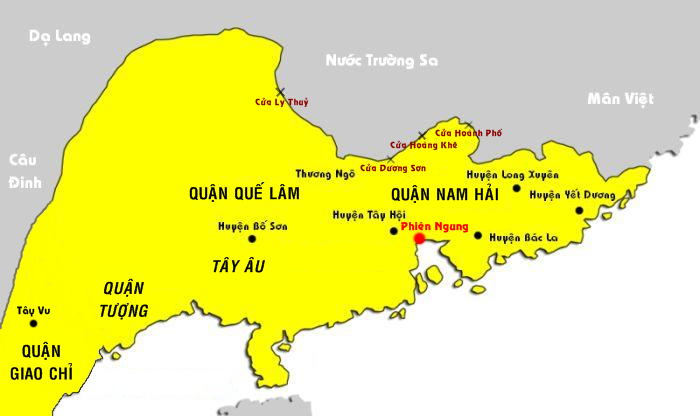
Карта китайско-вьетского государства Намвьет (Наньюэ) в начальный период.

### Основание

#### Расширение империи Цинь на юг
После того, как Цинь Шихуанди завоевал шесть китайских государств (Хань, Чжао, Вэй, Чу, Янь и Ци), он обратил свое внимание на племена хунну на севере и западе и байюэ на территории нынешнего южного Китая. Около 218 г. до н. э. император отправил генерала Ту Суя с армией из 500 000 солдат Цинь, чтобы они разделились на пять отрядов и напали на племена юэ в области Линнань. Первый отряд собрался в Юхане (современный уезд Юйгань в провинции Цзянси) и напал на Миньюэ, победив их и основав там округ Миньчжун. Второй отряд укрепился в Нанье (в современном уезде Нанькан провинции Цзянси) и должен был оказывать оборонительное давление на южные кланы. Третий отряд занял Паньюй. Четвёртый отряд размещалась у гор Цзюи, а пятый — за пределами Таньчэна (в юго-западной части современного Цзинчжоу-Мяо-Дунский автономного уезда провинции Хунань). Император поручил чиновнику Ши Лу следить за снабжением. Ши сначала провел полк солдат через канал Лин (который соединял реки Сянцзян и реку Гуйцзян), затем прошел через водные системы рек Янцзы и Жемчужной реки, чтобы обеспечить безопасность маршрутов снабжения Цинь. Нападение Цинь на Западную долину (кит .: 西 甌) байюэ прошло гладко, и вождь Западной долины И-Сюй-Сун был убит. Однако байюэ из Западной долины не пожелали подчиниться Цинь и отступили в джунгли, где выбрали нового вождя для продолжения сопротивления китайским армиям. Через некоторое время юэ нанесли ночной контрудар, разбив войска Цинь. Генерал Ту Суй был убит в бою, армия понесла тяжелые потери, и императорский двор назначил генерала Чжао То, чтобы тот принял на себя командование. В 214 г. до н. э. император отправил Жэнь Сяо и Чжао То во главе подкрепления, чтобы снова начать атаку. На этот раз Западная долина юэ была полностью оккупирована, а регион Линнань был полностью взят под контроль Китая. В том же году Жэнь Сяо был назначен лейтенантом Наньхая. Далее Наньхай был разделен на округа Паньюя, Лунчуань, Боло и Цзеян, а Чжао То стал судьёй Лунчуань.

Иероглифы «Наньюэ Го» — Государство Намвьет

Цинь Шихуанди умер в 210 г. до н. э., после чего вторым императором Цинь стал его сын Эрши Хуан. В следующем году генералы Чэнь Шэн, У Гуан и другие подняли восстание против династии Цинь. Восстания распространились по большей части Китая (в том числе под предводительством Сян Юя и Лю Бана, которые позже будут воевать между собой за основание следующей династии), и весь регион Жёлтой реки погрузился в хаос. Вскоре после первых восстаний лейтенант Наньхай Жэнь Сяо тяжело заболел и вызвал Чжао То, чтобы он выслушал его предсмертные инструкции. Жэнь перечислил природные преимущества южного региона и описал, как можно основать государство с множеством китайских поселенцев в этом районе для борьбы с враждующими группами на севере Китая. Он составил декрет об установлении Чжао То новым лейтенантом Наньхая и вскоре умер.
После смерти Жэнь Сяо Чжао То отдал приказ держать оборону против любых войск с севера своим гарнизонам в перевалах Хэнпу (к северу от современного Наньсюн, провинция Гуандун), Яншань (северный уезд Яншань), Хуан (современный регион Индэ, где река Лянь впадает в реку Бэйцзян), и остальным войскам. Также он казнил чиновников Цинь, которые всё ещё находились в Наньхае, и заменил их верными ему людьми.
В 206 г. до н. э. династия Цинь прекратила свое существование, и народы юэ провинций Гуйлинь и Сян снова обрели независимость. В 204 г. до н. э. Чжао То основал государство Намвьет со столицей в Паньюе и объявил себя Военным правителем Намвьета (кит. 南越 武王, вьетнамский: Nam Việt Vũ Vương).

#### Правление Чжао То
В 202 году до н. э. гражданская война в Китае завершилась. Лю Бан (посмертный титул Гао-цзу) одержал победу над своими соперниками, основав династию Хань и воссоединив Центральный Китай. В результате боевых действий многие районы Китая обезлюдели и обнищали, продолжались восстания феодалов и набеги хунну на северный Китай. Шаткое состояние империи заставило ханьских императоров относиться к Намвьету с максимальной осторожностью. В 196 г. до н. э. Лю Бан отправил Лу Цзя (кит. 陸賈) в Намвьет в надежде заручиться поддержкой Чжао То. После прибытия Лу встретился с Чжао То и, по преданию, нашел его одетым в одежду юэ и принимающим приветствия по местным обычаям, что привело посла в ярость. Последовала долгая дискуссия, в ходе которого Лу укорял Чжао То, указав, что он китаец, а не юэ, и должен сохранять одежду и обычаи китайцев и не забывать традиции своих предков. Лу превозносил силу династии Хань и советовал такому маленькому государству, как Намвьет не противостоять ей. Также он угрожал убить родственников Чжао в самом Китае и разрушить их кладбища предков, а также вынудить юэ свергнуть самого Чжао. После угрозы Чжао То решил подчиниться власти Хань. Чжао заключил соглашение и между странами были установлены торговые отношения на границе с княжеством Чанша, которое входило в империю Хань. Несмотря на то, что формально Наньюэ являлся подданным ханьского государства, де-факто он остался независимым правителем.
После смерти Лю Бана в 195 г. до н. э. реальная власть перешла к его жене, вдовствующей императрице Люй-хоу. Императрица отправила людей в родной город Чжао То Чжэндин (современный уезд Чжэндин в провинции Хэбэй), которые убили большую часть семьи Чжао и осквернили там кладбище предков. Чжао То считал, что причиной этому были ложные обвинения, которые У Чен, князь Чанши, выдвинул против него, и целью которых было заставить вдовствующую императрицу Люй прекратить торговлю между государствами и впоследствии присоединить Намвьет к княжеству. В отместку Чжао провозгласил себя императором Намвьета, напал на княжество Чанша и захватил несколько соседних городов под владениями Хань. Люй послала генерала Чжоу Цзао наказать Чжао То. Однако в жарком и влажном климате юга среди солдат быстро развилась эпидемия, и ослабленная армия не смогла пересечь горы. В результате армия была вынуждена отступить и поход закончился победой Намвьета. Несмотря на это, военный конфликт между Намвьетом и империей Хань продолжался, пока императрица не умерла. После победы Чжао То захватил соседнее государство Миньюэ, которое находилось к востоку, и также сделал своими вассалами Елан и Тунши (кит. 通 什).
В 179 г. до н. э. императором Хань стал младший сын Лю Бана Лю Хэн, или Вэнь-ди. Он полностью отказался от политики императрицы Люй и занял примирительную позицию по отношению к Чжао То. Вэнь-ди приказал чиновникам повторно посетить Чжэндин, отстроить город и регулярно делать подношения предкам Чжао То. Его премьер-министр Чэнь Пин предложил отправить Лу Цзя послом в Намвьет, поскольку он ранее уже успешно выполнил эту миссию. Лу снова прибыл в Паньюй и доставил письмо от императора, в котором описывалось, как политика императрицы Люй вызвала вражду между Намвьетом и династией Хань и принесла страдания их гражданам. Чжао То решил снова подчиниться Хань, отказавшись от своего титула императора, и признать зависимость от империи. Несмотря на это большинство изменений были формальными, и Чжао То продолжал называться императором по всему Намвьету.

#### Завоевание Аулака
Государство Аулак лежало к югу от Намвьета, большую часть его территории занимала дельта Красной реки, в то время как Намвьет занимал провинции Нанхай, Гуйлинь и Сян. Аулок признавал сюзеренитет Намвьета, особенно из-за их взаимных антиханьских настроений. Опасаясь нападения ханьцев Чжао То усилил свою армию, однако, когда отношения между ханьцами и Намвьетом улучшились, в 179 г. до н. э. Чжао То двинулся на юг и успешно захватил Аулок.

#### Правление Чжао Мо
В 137 г. до н. э. Чжао То умер, прожив более ста лет. Из-за его долгой жизни его сын, наследный принц Чжао Ши, умер раньше него, и поэтому правителем Намвьета стал внук Чжао То Чжао Мо. В 135 г. до н. э. царь Миньюэ совершил нападение на приграничные города Намвьета. Поскольку Чжао Мо ещё не смог достаточно укрепить свою власть, он был вынужден умолять императора У-ди отправить войска на помощь Намвьету против врагов, которых он назвал «мятежниками Минюэ». Император похвалил Чжао Мо за его вассальную лояльность и послал Ван Хуэя, официального управляющего этническими меньшинствами, и чиновника сельского хозяйства Хань Анго во главе армии с приказом разделиться и атаковать Миньюэ с двух сторон. Однако, прежде чем они достигли Минюэ, его правитель был убит своим младшим братом Юй Шанем, который сразу же сдался.
Император отправил придворного эмиссара Янь Чжу в столицу Намвьета, чтобы передать Чжао Мо официальный отчет о капитуляции Миньюэ. Чжао выразил свою благодарность императору вместе пообещав посетить императорский двор в Чанъане, и даже послал своего сына Чжао Мин-вана с Янем в китайскую столицу. Прежде чем Чжао смог уехать в Чанъань, один из его министров настоятельно советовал ему не ехать из опасения, что император У-ди найдёт предлог, чтобы помешать ему вернуться, что приведёт к падению Намвьета. Последовав совету, Чжао Мо симулировал болезнь и отказался от поездки в ханьскую столицу.
Сразу после капитуляции Миньюэ перед ханьской армией Ван Хуэй отправил губернатора округа Паньян по имени Тан Мэн доставить новости Чжао Мо. Находясь в Намвьете, Тан Мэн познакомился с обычаем юэ есть соус, приготовленный из плодов мушмулы, привезенных из округа Шу. Удивлённый тем, что этот продукт доступен в Намвьете, он узнал о существовании пути из Шу (современная провинция Сычуань) в Елан, а затем вдоль реки Цзангэ (современная река Бэйпаньцзян в Юньнани и Гуйчжоу), который обеспечивает прямой доступ к столице Намвьет Паньюй. Узнав это Тан Мэн отправил императору У-ди официальное сообщение, в котором предлагал собрать 100 000 элитных солдат в Елане, которые могут отправиться по реке Цзангэ и начать неожиданный удал по Намвьету. Император согласился с планом Тана и повысил его до генерала Ланчжун и велел ему для начала ввести в тысячу солдат из перевала Бафу (около современного уезда Хэцзян) в Елан, чтобы сделать его зависимым от империи. Солдат сопровождал обоз с продовольствие, который также вёз церемониальные подарки для феодалов Еланга, которые были использованы, чтобы купить их лояльность. В результате, Елан стал союзником и вассалом империи Хань.
Через 10 лет после этого Чжао Мо серьёзно заболел и умер около 122 г. до н. э.

#### Правление Чжао Мин-вана
Узнав о серьёзной болезни своего отца, Чжао Мин-ван получил разрешение от императора У-ди вернуться в Намвьет. Мин-ван унаследовал трон после смерти отца. За 13 лет до этого, перед отъездом в Чанъань он женился на женщине из народа юэ, которая родила ему сына Чжао Цзяньдэ. Находясь в Чанъане, он повторно женился на китаянке из народа Хань, которая как и он сам, была родом из провинции Ханьдань, от которой у него был сын Чжао Син. После вступления на престол Намвьета, он обратился к Ханьскому императору с просьбой назначить его жену-китаянку (которая была из семьи Цзю 樛) правительницей, а Чжао Син — наследным принцем, что впоследствии привело к падению Намвьета. В Намвьете Чжао Мин-ван слыл тираном, который легкомысленно казнил жителей. Мин-ван умер от болезни около 113 г. до н. э.

#### Чжао Син и Чжао Цзяньдэ
После смерти Чжао Мин-вана его трон наследовал к Чжао Сину, а его мать стала вдовствующей царицей. В 113 г. до н. э. император У-ди отправил своего премьер-министра Ангуо Шаоцзи в Намвьет, вызывав Чжао Сина и его мать в Чанъань на аудиенцию к императору, а также двух других чиновников с солдатами, чтобы дождаться ответа в Гуйяне. В то время Чжао Син был ещё несовершеннолетним, а вдовствующая царица лишь недавно иммигрировала в Намвьет, поэтому реальная власть в стране находилась в руках премьер-министра Лю Цзя. До того, как вдовствующая правительница вышла замуж за Чжао Мин-вана, ходили слухи, что у неё был роман с Ангуо Шаоцзи, и когда он приехал в Намвьет, эти слухи возобновились. К тому же к ним добавился слух о продолжении романа между Ангуо и царицей из-за чего она потеряла поддержку населения.
Боясь потерять своё положение, вдовствующая царица убедила Чжао Син и его чиновников полностью подчиниться династии Хань. В то же время она отправила официальное сообщение императору У-ди с прошением, чтобы Намвьет был присоединён к империи Хань и чтобы у них была аудиенция у императора каждые три года. Император удовлетворил её прошение и отправил императорские печати премьер-министру и другим высокопоставленным должностным лицам Намвьета, что символизировало, что ханьская династия должна непосредственно контролировать назначения высших должностных лиц страны. Он также отменил уголовные наказания за нанесение татуировок и удаление носа, которые практиковались среди юэ, и ввёл правовые акты Хань. Эмиссарам, отправленным в Намвьет, было приказано оставаться там, чтобы обеспечить выполнение указов императора. Получив ответ императора, Чжао Син и вдовствующая царица начали планировать отъезд в Чанъань.
Премьер-министр Лю Цзя был намного старше большинства чиновников и служил со времен правления деда Чжао Синя Чжао Мо. Его семья была знатной родом из народа юэ и состояла в династическом браке с правящей семьей Чжао. Он яростно выступал против подчинения Намвьета династии Хань и неоднократно критиковал Чжао Сина, хотя его протест не принимался во внимание. Лю решил начать планировать переворот и симулировал болезнь, чтобы избежать встречи с посланниками ханьского двора. Эмиссары были хорошо осведомлены о влиянии Люя в стране, которое было таким же, как влиянием царя, но так и не смогли устранить его. Сыма Цянь записал историю о том, что вдовствующая правительница и Чжао Син пригласили Люя на банкет с несколькими ханьскими посланниками, где они надеялись получить шанс убить Лю: во время банкета вдовствующая королева упомянула, что премьер-министр Лю был против подчинения Намвьета династии Хань в надежде, что эмиссары Хань разгневаются и убьют Люй. Однако младший брат Люй окружил дворец вооруженной охраной, и ханьские эмиссары во главе с Аньго Шаоцзи не осмелились напасть на Люя. Почувствовав опасность, Люй извинился и встал, чтобы покинуть дворец. Вдовствующая правительница пришла в ярость и схватила копьё, чтобы убить премьер-министра лично, но её остановил сын. Люй Цзя приказал вооруженным людям своего брата окружить его владения и стоять на страже, а сам, притворившись больным, отказавшись встречаться с царём Чжао и любыми ханьскими эмиссарами. В то же время он вместе с другими чиновниками начал полномасштабную подготовку к перевороту.
Когда новости об этой ситуации достигли императора У-ди, он отправил человека по имени Хань Цяньцю с отрядом в 2000 воинов в Намвьет, чтобы лишить Лю Цзя его влияния. В 112 г. до н. э. посланные прибыли на территорию Намвьета и Лю Цзя осуществил свой план. Он и верные ему люди обратились к жителям объявив, что Чжао Син был всего лишь несовершеннолетним, а вдовствующая царица Цзю — иностранкой, которая замышляла с ханьскими эмиссарами заговор с намерением сдать страну ханьскому Китаю, в то время как император У-ди и продает юэ своим людям в рабство и не будет заботиться об их благополучии. При поддержке народа Люй Цзя и его младший брат повели большую группу воинов во дворец, убив Чжао Син, вдовствующую царицу Цзю и всех ханьских эмиссаров в столице.
После убийства Чжао Син, вдовствующей царицы и ханьских посланников Лю Цзя добился того, чтобы Чжао Цзяньдэ, старший сын Чжао Мин-вана от его жены из юэ, занял трон, и разослал гонцов, которые распространили эту новость среди феодалов и чиновников Намвьета.

#### Война и падение Намвьета
Отряд Хань Цяньцю начал атаковал пограничные города Намвьета, и юэ не оказали сопротивления, предоставив им припасы и безопасный проход. Отряд быстро продвинулся через территорию Намвьета и был всего в 40 ли от столицы, когда попал в засаду армии Намвьета и полностью уничтожен. Затем Лю Цзя взял императорские жетоны ханьских посланников и поместил их в церемониальный деревянный ящик, затем приложил к нему поддельное письмо с извинениями и отправил его на границу вместе с вооружённым сопровождением. Когда до У-ди дошли сведения о перевороте и действиях премьер-министра Люй, он пришел в ярость. После выплаты компенсации семьям убитых эмиссаров он издал указ о немедленной мобилизации для наступления на Намвьет.
К осени 111 г. до н. э. была мобилизована армия численностью 100 000 человек, разделенная на пять отрядов. Первый отряд возглавил генерал Лу Бодэ, и он двинулся из Гуйяна (современный Ляньчжоу) вниз по реке Хуан (ныне река Лянь). Второй отряд, возглавляемый командиром Ян Пу, продвинулся из округа Юйчжан (современный Наньчан) через перевал Хэнпу и вниз по реке Чжэнь. Третий и четвёртый отряды возглавляли Чжэн Янь и Тянь Цзя, оба вожди юэ, присоединившиеся к династии Хань. Третий отряд вышел из Линлина (современный Юнчжоу) и направился вниз по реке Ли, а четвёртый направился прямо в гарнизон Цанву (современный Учжоу). Пятый отряд, возглавляемый Хэ И, состоял в основном из пленных из Шу и Ба с солдатами из Елана; они продвигались по реке Цзанкэ (современная река Бэйпаньцзян). Также о намерении присоединиться к походу заявил Юй Шань, правитель Дунъоу, и послал 8000 человек, чтобы поддержать наступление Ян Пу. Однако, достигнув Цзеяна, они притворились, что столкнулись с сильными ветрами, которые не давали им продвигаться дальше, и тайно отправили сведения о вторжении в Намвьет.
К зимой того года отряд Ян Пу атаковал Сюнься и двинулся дальше, чтобы разрушить северные ворота Паньюя (современный Гуанчжоу), захватив военно-морской флот и провизию Намвьета. Продвигаясь дальше на юг они прорвали первую линию обороны Намвьета и остановились, чтобы дождаться отряда Лу Бодэ. Силы Лу в основном состояли из пленных, освобожденными в обмен на военную службу, которые двигались с задержкой, поэтому к запланированной дате прибыла только тысяча людей воинов Лу. Несмотря на это Ян Пу всё равно продолжил наступление, и осадил Панью, где укрепились Люй Цзя и Чжао Цзяньдэ. Ян Пу разбил лагерь к юго-востоку от города и с наступлением темноты поджег город. Лу Бодэ расположился лагерем на северо-западной стороне города и послал к стенам гонцов, которые предложили защитникам сдаться. В течение ночи всё больше защитников Паньюя перебежали в лагерь Лу Бодэ, и с наступлением рассвета в городе почти не было гарнизона. Люй Цзя и Чжао Цзяньдэ поняли, что Паньюй потерян, и перед восходом солнца покинули город на лодке, направляясь на запад. Допросив сдавшихся солдат, ханьские генералы узнали о побеге двух руководителей и послали за ними погоню. Чжао Цзяньдэ был пойман первым, Люй Цзя был схвачен на территории современного северного Вьетнама. После поимки Люй Цзя он был казнен, а его голова была отправлена императору. По причине многочисленности храмов Люй Цзя, его жен и солдат, разбросанных по всей дельте Красной реки на севере Вьетнама, военные действия продолжались вплоть до 98 г. до н.э.
После падения Паньюя Тай Ву Выонг (правитель округа Тай Ву, центром которой является Ко Лоа) поднял восстание против династии Хань. Он был убит своим помощником Хоанг Донгом (黄 同).
После этого остальные округа Намвьета сдались династии Хань, положив конец 93-летнему существованию Намвьета как автономного и де-факто суверенного государства.

## Административное деление
Столицей Наньюэ был Фьеннгунг (вьет. Phiên Ngung; кит. 番禺, Паньюй) — в настоящее время один из районов южнокитайского города Гуанчжоу. Археологические раскопки этого региона установили наличие следов товарного обмена, ведущих в Южную Азию, Индию и Африку.
В начале II в. до н. э. Намвьет состоял из семи провинций (вьет. quận):
- Намхай (кит. Наньхай);
- Куэлам (кит. Юйлинь);
- Тхыонгнго (кит. Цанъу) — ранее было отдельным вьетским государством[19];
- Хопфо (кит. Хэпу);
- Зяоти (кит. Цзяочжи) — лаквьетская провинция бывшего Аулака;
- Кыутян (кит. Цзючжэнь) — лаквьетская провинция бывшего Аулака;
- Нятнам (кит. Жинань) — самая южная, лаквьетско-тямская провинция;

## Правители Намвьета
207—136 до н. э. — Чьеу Да (Triệu Đà, 趙陀, кит. Чжао То).
136—125 до н. э. — Чьеу Мат (Triệu Mạt, 趙胡, кит. Чжао Мо).
125—113 до н. э. — Чьеу Ань Те (Triệu Anh Tê, 趙婴弈, кит. Чжао Инци).
113—112 до н. э. — Чьеу Хынг (Triệu Hưng, 趙興, кит. Чжао Син).
112—111 до н. э.— Чьеу Кьен Дык (Triệu Kiến Đức, 趙建德, тронное имя неизвестно).